# Cratere Tairua
Tairua è un cratere sulla superficie di Marte.